# Hilda Gobbi
Hilda Gobbi (1913 - 1988) va ser una actriu hongaresa, coneguda per les seves interpretacions de dones grans. Una de les seves actuacions més conegudes va ser com a tia Szabo a la telenovel·la The Szabo Family. Membre de la resistència durant la Segona Guerra Mundial, va tractar de facilitar la reconstrucció del Teatre Nacional patrocinant la recaptació de fons. Va fundar el Col·legi d'Actors Árpád Horváth (1947), una llar per cuidar actors grans anomenada en referència a Mari Jászai (1948), una segona casa d'actors amb el nom d'Árpád Ódry (1950), el Museu de Teatre Gizi Bajor (1952) i va situar la seva Patkó Villa al Teatre Nacional per a la creació d'un teatre.